# Ne (kana)
ね în hiragana sau ネ în katakana, (romanizat ca ne) este un kana în limba japoneză care reprezintă o moră. Caracterul hiragana este scris cu două linii, iar caracterul katakana cu patru linii. Kana ね și ネ reprezintă sunetul pronunție în japoneză [ne].
Originea caracterelor ね și ネ este caracterul kanji 祢.

## Forme
| Formă                                   | Rōmaji     | Hiragana                   | Katakana                   |
| --------------------------------------- | ---------- | -------------------------- | -------------------------- |
| Fără semne diacritice: n- (な行 na-gyō) | ne         | ね                         | ネ                         |
| Fără semne diacritice: n- (な行 na-gyō) | nei nee nē | ねい, ねぃ ねえ, ねぇ ねー | ネイ, ネィ ネエ, ネェ ネー |

## Ordinea corectă de scriere
|                                      |
| Ordinea corectă de scriere pentru ね |

|                                      |
| Ordinea corectă de scriere pentru ネ |

## Alte metode de scriere
- Braille:

| ・・ ・－ |

- Codul Morse: －－・－